# Jerzy Grochulski
Jerzy Jacek Grochulski (ur. 23 września 1957) – polski architekt, urbanista i nauczyciel akademicki, prezes Stowarzyszenia Architektów Polskich (2006–2012).

## Życiorys
W 1980 ukończył studia na Wydziale Architektury Politechniki Warszawskiej. W 2000 na tej samej uczelni uzyskał stopień doktora nauk technicznych na podstawie pracy zatytułowanej Zespół sportowy w projektowaniu szkół podstawowych. W 1999 podjął pracę jako nauczyciel akademicki na Wydziale Architektury PW. Został profesorem uczelni na tym wydziale, a także jego prodziekanem do spraw ogólnych (funkcję tę sprawował w latach 2016–2020).
Od 1994 był sekretarzem generalnym Stowarzyszenia Architektów Polskich, pełnił następnie funkcję prezesa tej organizacji (2006–2012). Należy do Izby Architektów Rzeczypospolitej Polskiej. Powołany na wiceprezesa II regionu Międzynarodowej Unii Architektów.
Jest autorem artykułów naukowych poświęconych architekturze i ochronie ładu przestrzennego.
W 2012 odznaczony Krzyżem Kawalerskim Orderu Odrodzenia Polski.

## Wyróżnienia
- Nagroda Ministra Administracji i Gospodarki Przestrzennej (za plan szczegółowy i rewitalizację Reszla)
- Nagroda Ministra Spraw Wewnętrznych i Administracji (za projekt obiektów sportowych Warszawa-Białołęka) i integracyjnego przedszkola w Legionowie[7]